# William Edward Lori
William Edward Lori (6 de mayo de 1951, Louisville, Kentucky) es un prelado americano de la Iglesia católica quién ha servido como arzobispo primado de la Arquidiócesis de Baltimore, Maryland desde 2012. Desde el año 2005 es el Supremo Capellán de la Orden de los Caballeros de Colón.
El Arzobispo Lori anteriormente había servido como el cuarto Obispo de Bridgeport, Connecticut de 2001 hasta que 2012. Anteriormente también fue obispo auxiliar de la Arquidiócesis de Washington de 1995 hasta que 2001. Lori se ha opuesto a acciones de gobierno que requieren grupos religiosos para proporcionar cobertura para aborto y anticonceptivos.

## Educación y vida tempranas
William Edward Lori nació en Louisville, Kentucky, el 6 de mayo de 1951. Estudió en el Seminario de San Pío X en Erlanger, Kentucky donde obtuvo su grado de Bachillerato en 1973. Obtuvo su Maestría en el Seminario de la Universidad Mount St. Mary's y un Doctorado en Teología Sagrada en la Universidad católica de América. Es el Capellán Supremo de los Caballeros de Colón.

## Ordenación y ministerio
Lori fue ordenado sacerdote para la Archidiócesis de Washington por William Cardinal Baum el 14 de mayo de 1977. Lori obtuvo varias posiciones en la archidiócesis incluyendo general de vicario, moderador de la Curia, y secretario del Cardenal James Aloysius Hickey, el Arzobispo de Washington quién sucedió al Cardenal Baum.

## Episcopal Carrera

### Obispo auxiliar de Washington
Lori fue consagrado como obispo el 20 de abril de 1995 por el Cardenal Hickey. Fue nombrado Obispo Auxiliar de la Archidiócesis de Washington. Dirigió una investigación en la parroquia en Georgetown. Los investigadores cuestionaron sacerdotes, personal y voluntarios de la parroquia, escribiendo sus entrevistas y preguntándoles para prometer su honradez.  La investigación reveló que dos ministros protestantes habían sido dejados para entregar y comulgar. Dos de los sacerdotes parroquiales se disculparon públicamente por violaciones de ley de canon.

### Obispo de Bridgeport, Connecticut
En marzo de 2001, Lori fue nombrado Obispo de la Diócesis de Bridgeport, sucediendo a Edward Egan, quién había sido nombrado Arzobispo de Nueva York. Como Obispo de Bridgeport, Lori lanzó iniciativas nuevas en Educación católica, Vocaciones, Caridades católicas, Servicios Pastorales, y otros ministerios, mientras mejoraba los servicios Financieros. Él también trabajaba con el laicado para aumentar la participación.

### Arzobispo de Baltimore, Maryland
El 20 de marzo de 2012, Lori fue nombrado Arzobispo de Baltimore por tanto pasó a ser el Arzobispo Primado de Estados Unidos por el Papa Benedicto XVI. Se instaló en su Cátedra el 16 de mayo de 2012.

## Episcopal Sucesión
- Datos: Q1334686
- Multimedia: William Edward Lori / Q1334686